# محطة الحافلات المركزية في تل أبيب

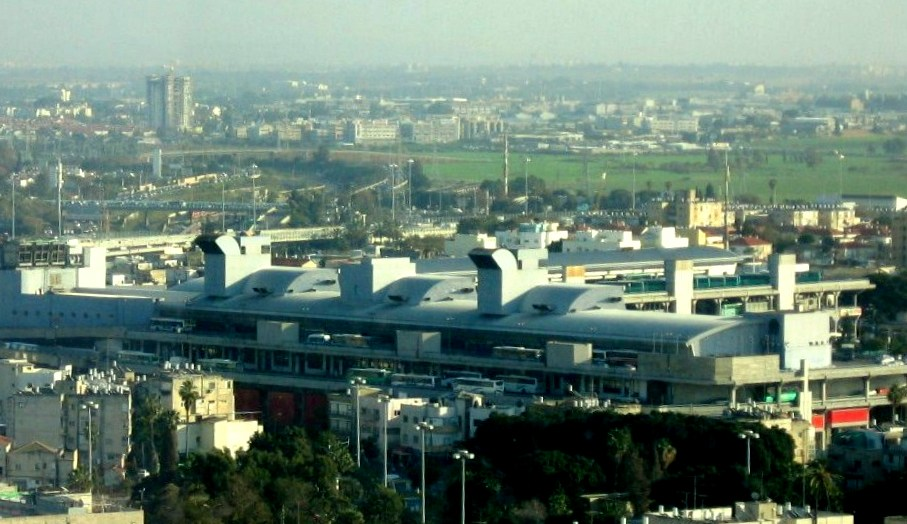
المحطة المركزية في تل أبيب.

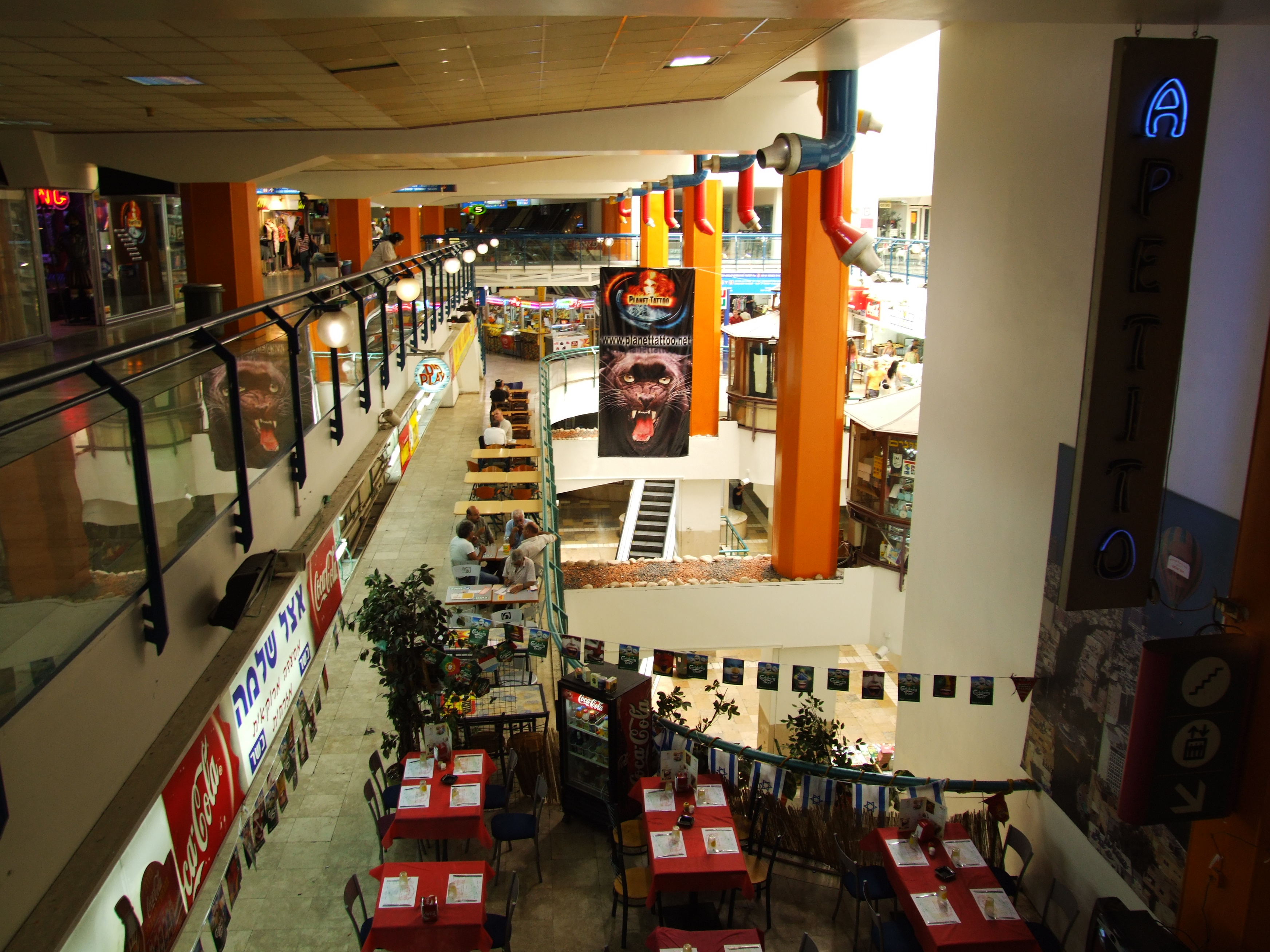
مشهد من الطابق الخامس للمحلات التجارية.

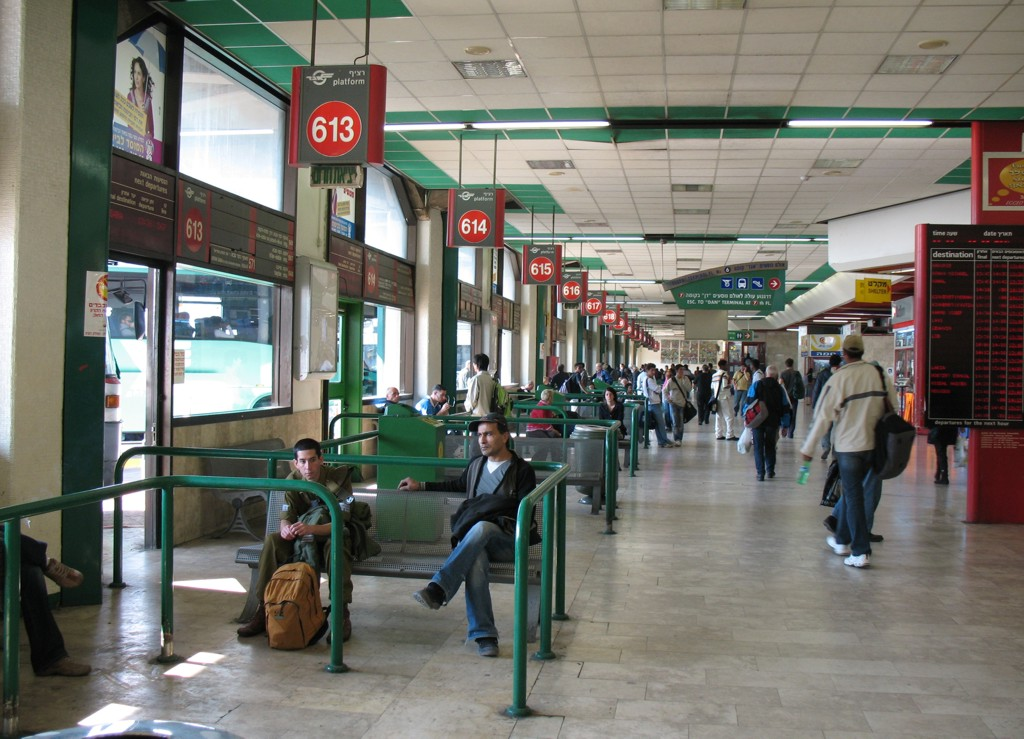
منصات صالة المغادرة في الطابق السادس.

محطة الحافلات المركزية في تل أبيب والمعروفة أيضًا بالمحطة المركزية الجديدة (بالعبرية: התחנה המרכזית החדשה هتحناه همركزيت هحدشاه)، هي محطة الحافلات الرئيسية في تل أبيب في إسرائيل. تقع تحديدًا في جنوب المدينة وأفتتحت في 17 أغسطس 1993. تعتبر ثاني أكبر محطة حافلات مركزية في العالم. تبلغ مساحة الأرض المقامة عليها المحطة نحو 44,000 متر مربع وتتكون المحطة من سبعة طوابق بمساحة إجمالية تبلغ 230,000 متر مربع.

## تاريخ
بدأت أعمال البناء في 14 ديسمبر 1967 لكنها توقفت ولم تستمر بسبب الصعوبات المالية، في النهاية أفتتحت المحطة في 17 أغسطس 1993. شارك في حفل الافتتاح كل من رئيس الوزراء يتسحاق رابين ورئيس بلدية تل أبيب شلومو لاهت. وصفت عامة الناس المحطة بالفيل الأبيض بسبب فترة البناء الطويلة، وعلى أثر ذلك خلال حفل الافتتاح تضمن إطلاق بالون أبيض على شكل فيل في السماء.
صمم المحطة المهندس المعماري رام كرمي في عام 1967، لكن أُنجز بناؤها في عام 1993 بفضل كل من المُهَنْدِسَيْن المِعْمَارِيَيْن ياعيل روتشيلد وموتي بودك، وأفتتحت بستة طوابق. كان مُخططًا أن تُستعمل جميع الطوابق كأرصفة للحافلات، لكن بعد تشغيل المحطة أُستعمل فقط أربعة طوابق. في عام 1998 نُقلت أرصفة الطابقين الأول والثاني إلى الطابق السابع الذي أفتتح حديثًا آنذاك، على أثر هذا قُضي تمامًا على الأعمال التجارية في الطابقين الأولين وأضرها في الطابق الثالث.
في المرحلة الأولى من التخطيط كان من المفترض أن تحتوي المحطة على طابقين فقط واحد للتجارة والآخر للحافلات. أدت الخلافات بين شركتي حافلات رئيسيتين في البلاد إلى التخطيط لطابق ثالث، ليكون لكل منهما طابقها الخاص. من أجل الحصول على المزيد من التمويل بعد توقف البناء في السبعينيات أُضيف طابق إضافي لتجارة التجزئة. تكررت هذه العملية عدة مرات حتى احتوت المحطة على ستة طوابق. أُضيف الطابق السابع ليحل محل الطابقين السفليين بعد اكتشاف مستويات عالية من التلوث بهما.
صُممت المحطة عن عمدٍ لتكون مُربكة ومُشوشة، حتى يقضي المُسافرون وقتًا أطول في المتاجر وبالتالي المزيد من المال. عندما صُممت المحطة كانت في وسط مدينة تل أبيب، ولكن بحلول الوقت الذي أفتتحت فيه، كان قد انتقل مركز الأعمال إلى شمال تل أبيب في حين أصبح حي المحطة هامشيًا وفقيرًا. تحول جُزء مهجور من المحطة إلى مُستعمرةٍ تحتلُها الخفافيش.
في يناير 2012 أعلن أصحاب المحطة إفلاسهم.

## مشاكل وانتقاد
عانت محطة تل أبيب المركزية من بعض الإهمال. حيث أنها تقع في أفقر جزء من المدينة، العديد من مدمني المخدرات والبغايا والمشردين يقيمون هناك في بعض الأحيان. في عام 2010 أُبلغ عن جريمة قتل وثلاث حالات اغتصاب في المحطة.
تعرضت المحطة أيضًا لانتقادات بسبب تصميمها المعقد الذي يجعل من الصعب التنقل فيها، ولأنها بنيت في حي لا يتناسب وجودها به.